# Belonogaster abyssinica
Belonogaster abyssinica eller Etiopisk ignavstekel, är en getingart som beskrevs av François du Buysson 1906. Belonogaster abyssinica ingår i släktet Belonogaster och familjen getingar. Inga underarter finns listade.